# Hawai (Indien)
Hawai (Kaman-Mishmi für „Teich“) ist der Hauptort des Distrikts Anjaw im indischen Bundesstaat Arunachal Pradesh. Hawai liegt auf 1296 Metern Meereshöhe am Fluss Lohit. 58 Kilometer nordwestlich liegt der größere Ort Hayuliang, wo 2011 1834 Personen lebten.